# Барановский, Георгий Дмитриевич
Гео́ргий Дми́триевич Барано́вский (1895—1977) — русский офицер, участник Первой мировой войны, участник Белого движения.

## Биография
Дворянин Черниговской губернии.
В 1913 году окончил Петровский Полтавский кадетский корпус и поступил в Михайловское артиллерийское училище, по окончании ускоренного курса которого 1 декабря 1914 года был произведен в подпоручики. 26 апреля 1915 года переведён в 82-ю артиллерийскую бригаду, в составе которой и участвовал в Первой мировой войне. Пожалован Георгиевским оружием
За то, что в бою 6 июня 1915 года, в излучине правого берега р. Днестра, у переправы у д. Усце-Вискупе, находясь все время в передовых окопах под сильным действительным артиллерийским, ружейным и пулеметным огнем, в положении исключительной опасности, точными указаниями искусно направлял огонь своей батареи, нанося противнику страшный вред, чем способствовал успешному наступлению пехоты. Продолжая оставаться на передовом наблюдательном пункте, был ранен в грудь шрапнельной пулей.
Произведён в поручики 12 февраля 1916 года, в штабс-капитаны — 3 декабря того же года.
В Гражданскую войну участвовал в Белом движении на Юге России, во ВСЮР и Русской армии — капитан 4-го авиационного отряда. Был награждён орденом Св. Николая Чудотворца. Эвакуировался из Крыма на корабле «Сцегед». Произведён в подполковники.
В эмиграции в Италии. Скончался в 1977 году в Милане. Похоронен на Монументальном кладбище.

## Награды
- Георгиевское оружие (ВП 7.02.1916)
- Орден Святой Анны 4-й ст. с надписью «за храбрость» (ВП 16.04.1916)
- Орден Святителя Николая Чудотворца (Приказ Главнокомандующего № 242, 2 августа 1921)